# Leopold Feigenbutz
Leopold Feigenbutz (* 15. August 1827 in Mörschenhardt; † 13. August 1904 in Flehingen) war ein badischer Heimatforscher und Hauptlehrer in Flehingen. 
Er gab den Nachlass von Samuel Friedrich Sauter heraus und hat zahlreiche regionalkundliche Schriften zum Kraichgau verfasst. Unter anderem schrieb er regionale Geschichtsbücher für den Schulgebrauch in Baden, deren verschiedenen Ausgaben noch Abhandlungen zur jeweiligen Ortsgeschichte beigeheftet waren. Er war außerdem Mitglied der Kommission zur Ausarbeitung der badischen Schulgeschichte sowie Mitglied des badischen Lehrervereins, wo er sich für die Aufwertung des Lehrerstandes einsetzte.

## Leben
Er war der Sohn des Mörschenhardter Dorflehrers Liborius Feigenbutz und wurde von den Eltern ebenfalls zum Beruf des Lehrers gedrängt. Nach der Lehrerausbildung im Lehrerseminar in Ettlingen trat Feigenbutz eine Stelle als Schulpräparant in Kuppenheim an. Während der 1848er Revolution blieb er unpolitisch. 1849 kam er als Schulverwalter in den Schwabenheimer Hof bei Dossenheim. Bald darauf wechselte er nach Kronau und 1852 nach Ladenburg. 1856 absolvierte er in Ettlingen die Dienstprüfung. 1857 wurde er, noch mittels des Präsentationsrechts der Freiherren Wolf-Metternich, als Hauptlehrer und Mesner an der katholischen Schule in Flehingen angestellt. Dort war er nach einer längeren Zeit wieder der erste Hauptlehrer. Seine Vorgänger, sowohl in der katholischen wie auch in der evangelischen Schule, waren durch ihr politisches Engagement während der 1848er Revolution in Ungnade gefallen, ihre Stellen waren nur noch mit Hilfslehrern besetzt worden.
In Flehingen bemühte sich Feigenbutz zunächst um eine bessere Besoldung der Lehrerstelle. Sein Verdienst war im Landesdurchschnitt sehr niedrig und die einst zum Sold zählenden Naturalbezüge waren sukzessive weggefallen. Die Situation besserte sich um 1860, als die Schulaufsicht dem Land übertragen wurde. In der Folgezeit hatte sich Feigenbutz aber gegen den Flehinger Gemeinderat zu wehren, der z. B. im Streit um das neu eingeführte Pflüger'sche Lesebuch weiter einen Einfluss auf die Schule geltend zu machen suchte. Feigenbutz drohte schließlich sogar mit seinem Wegzug, blieb schließlich aber in Flehingen.
Sein Einsatz für die Aufwertung des Lehrerstandes ging bald über die rein örtliche Situation hinaus und er wurde Mitglied im Allgemeinen badischen Lehrerverein. Darin setzte er sich auch für eine verbesserte Lehrerausbildung und für die badischen Simultanschulen ein. 
Feigenbutz war auch heimatgeschichtlich und literarisch interessiert. Verdient machte er sich zunächst um die Herausgabe der literarischen Hinterlassenschaft von Samuel Friedrich Sauter (1766–1846), Schulmeister, Dorfpoet und Urbild des Biedermeier, dessen bekannteste Gedichte Wachtelschlag und Das Lied vom armen Dorfschulmeisterlein sind. 1875 gab Fegenbutz Sauters Alte Nachrichten von Flehingen, gesichert, in chronologischer Folge gebracht und mit ergänzenden Anmerkungen versehen neu heraus. Wenig später folgte 1878 mit dem Buch Der Kraichgau und seine Orte ein erstes eigenes Werk von Feigenbutz. Auf 405 Seiten trug er alles Wissenswerte und damals Bekannte über den Kraichgau zusammen. 1885 veröffentlichte Feigenbutz gemeinsam mit dem Burgenforscher Julius Naeher ein Werk über die Burgen, Schlösser und Städte des oberen Kraichgaus. Wenig später verfasste er geschichtliche Einzeldarstellungen zur Geschichte von Eppingen und von Odenheim.
In den späten 1880er Jahren zum Mitglied der Kommission zur Ausarbeitung der badischen Schulgeschichte gewählt, hatte Feigenbutz Zugang zu zahlreichen Archiven und Bibliotheken. 1890/91 veröffentlichte er Geschichtsbücher der Amtsbezirke Bretten und Bruchsal für den Schulgebrauch. Die Bücher enthielten eine naturräumliche Beschreibung, eine Beschreibung der Verkehrswege und der wirtschaftlichen, kirchlichen und politischen Gegebenheiten sowie geschichtliche Abhandlungen über die Amtsorte. In der Systematisierung der Ortsbeschreibungen orientierte sich Feigenbutz an den württembergischen Oberamtsbeschreibungen. In rascher Folge verfasste er dafür auch geschichtliche Abhandlungen über einzelne Kraichgau-Orte wie Bretten, Münzesheim, Gochsheim, Gondelsheim, Nußbaum und Zaisenhausen, die den Geschichtsbüchern der Amtsbezirke beigeheftet wurden. Aufmachung und Gliederung der beiden Geschichtsbände wurden beispielhaft für weitere badische Geschichtsbücher für den Schulgebrauch. 
1891 wurde er für ein Jahr vom Schuldienst freigestellt, um sich vollends dem historischen Quellenstudium widmen zu können. Zur Mitte der 1890er Jahre konzentrierte Feigenbutz sich dann auf die Niederschrift des ihm angetragenen Teils der badischen Schulgeschichte. Seine Schriften brachten ihm bereits zu Lebzeiten eine Anerkennung als Heimatkundler ein.
Anlässlich seines 50. Dienstjubiläums als Lehrer wurde ihm am 9. Juni 1896 vom Großherzog von Baden das Verdienstkreuz vom Zähringer Löwen verliehen. Seine Kräfte hatten jedoch bereits zu schwinden begonnen. Im Jahr 1900 wurde er im Alter von 72 Jahren pensioniert.
Leopold Feigenbutz verstarb am 13. August 1904 und wurde zwei Tage später, am Tag seines 77. Geburtstages, auf dem Flehinger Friedhof bestattet. Das Grab des Flehinger Ehrenbürgers wird heute noch von der Gemeinde gepflegt.
Um seine Verdienste um das Schulwesen und die Heimatforschung zu würdigen, hat die Gemeinde Oberderdingen am 28. Juni 1994 ihrer neuen Realschule den Namen Leopold-Feigenbutz-Realschule gegeben.

## Familie
Leopold Feigenbutz war seit 1857 mit Barbara Stumm verheiratet. Dieser Ehe entstammten eine jung gestorbene Tochter sowie der Sohn Eduard Hugo. Nachdem seine erste Frau am 10. Februar 1862 starb, heiratete er im gleichen Jahr Sofie Kugler aus Flehingen. Das Paar hatte sechs Söhne und zwei Töchter, von denen drei Söhne und eine Tochter zu Jahren kamen. Seine zweite Frau starb am 4. Juni 1884. Am 30. Juli 1887 heiratete er in dritter Ehe Karoline Sickler aus Diedelsheim, die ihm noch eine Tochter gebar.

## Schriften
- Alte Nachrichten von Flehingen, gesichert, in chronologischer Folge gebracht und mit ergänzenden Anmerkungen versehen. (1875)
- Der Kraichgau und seine Orte. Eine geschichtliche Abhandlung. Bretten (Fr. Leitz) 1878 (Reprint: Magstadt bei Stuttgart 1976)
- Die Burgen, Schlösser und Städte des oberen Kraichgaus. (1885, mit Julius Näher)
- Geschichte der Stadt Eppingen und des Dorfes Mühlbach. (1886)
- Kurzer Abriss der Geschichte von Odenheim und seiner Benediktinerabtei dem nachmaligen Ritterstift im Kraichgau. (1886)
- Kurzer Abriss der Geschichte der Stadt Bretten mit der Stammtafel der letzten Kraichgaugrafen. Bühl (1889)
- Amtsbezirk Bretten. Beschrieben für den Unterricht in der Heimatkunde unserer Volksschulen. Bühl (1890)
- Amtsbezirk Bruchsal. Beschrieben für den Unterricht in der Heimatkunde unserer Volksschulen. Wiesental (1891).
- Ausführliche Beschreibung des Dorfes Zaisenhausen, verbunden mit der ausführlichen Geschichte des Dorfes Bahnbrücken.
- Kurzer Abriß der Geschichte des Marktfleckens Zaisenhausen am Kohlbach im Kraichgau mit des Fleckens Weistum im Anhang. Bruchsal (1889)
- Ausführliche Beschreibung des Marktfleckens Münzesheim, verbunden mit der ausführlichen Geschichte des Dorfes Oberacker.
- Ausführliche Geschichte der Stadt Gochsheim.
- Ausführliche Geschichte des Dorfes Gochsheim, verbunden mit der ausführlichen Geschichte des Dorfes Diedelsheim.
- Ausführliche Geschichte des Dorfes Nußbaum, verbunden mit der ausführlichen Geschichte des Dorfes Sprantal, und ausführliche Geschichte des Dorfes Ruit.
- Ausführliche Geschichte des Dorfes Flehingen, verbunden mit der ausführlichen Geschichte des Dorfes Sickingen.
- Kurzer Abriß der Geschichte des Marktfleckens Kürnbach im Kraichgau. Bruchsal (1888)
- Ausführliche Geschichte des Dorfes Kürnbach.
- Ausführliche Geschichte des Dorfes Bauerbach, verbunden mit der ausführlichen Geschichte des Dorfes Gölshausen und ausführliche Beschreibung des Dorfes Rinklingen.